# جيمس ماديسون ليتش
جيمس ماديسون ليتش (بالإنجليزية: James Madison Leach)‏ هو محامي وسياسي أمريكي، ولد في 17 يناير 1815 في مقاطعة راندولف في الولايات المتحدة، وتوفي في 1 يونيو 1891 في ليكسينغتون في الولايات المتحدة. حزبياً، نشط في الحزب الديمقراطي. وقد انتخب عضو مجلس النواب الأمريكي.